# Karl Senhofer
Karl Senhofer (* 27. September 1841 in Griesbruck bei Klausen; † 17. Oktober 1904 in Innsbruck) war ein österreichischer Chemiker und Rektor der Universität Innsbruck.

## Leben
Er wurde als Sohn des k. k. Berg - und Hüttenverwalters Josef Senhofer geboren und verbrachte seine Jugend in Brixlegg, wo sein Vater Werksverwalter war. Dieser war wissenschaftlich interessiert und besaß eine umfangreiche Mineraliensammlung. Karl Senhofer besuchte das Gymnasium in Innsbruck und verbrachte ab 1862 vier Jahre als Aspirant der Pharmazie in Innsbruck, Brixen und Klausen. Von 1866 bis 1868 studierte er Pharmazie und Chemie an der Universität Innsbruck. Nach dem Studienabschluss (1868) und der Promotion (1869) wurde er 1870 Assistent am chemischen Institut, 1872 Privatdozent, 1874 unbesoldeter außerordentlicher Professor für allgemeine Chemie und 1876 ordentlicher Professor. Ein schweres Augenleiden zwang Senhofer 1902 in den Ruhestand, ein Lungenerkrankung führte 1904 schließlich zu seinem Tod.

## Wirken

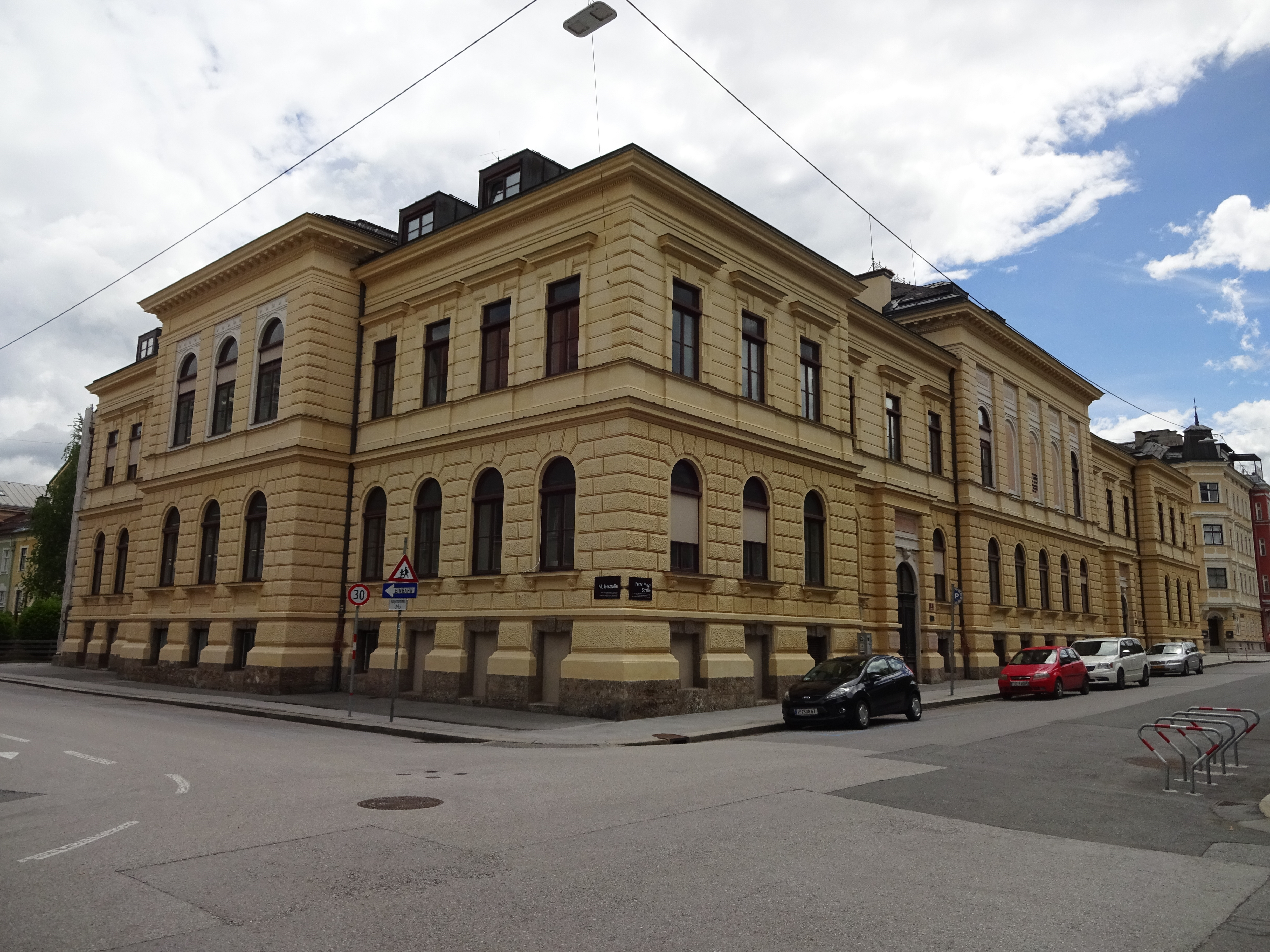
Das unter Federführung von Karl Senhofer 1898/99 errichtete Chemische Institut der Universität Innsbruck.

Unter Heinrich Hlasiwetz unternahm Senhofer erste Mineralienanalysen. Unter dessen Nachfolger als Professor für Chemie Ludwig Barth zu Barthenau führte er zahlreiche Untersuchungen zur Chemie aromatischer Verbindungen durch. Gemeinsam mit Karl Brunner fand Senhofer eine Methode zur direkten Einführung von Carboxylgruppen in Phenole und Phenolsäuren (Senhofer-Brunner-Methode).
1876 wurde Senhofer als Nachfolger von Barth ordentlicher Professor der allgemeinen und pharmazeutischen Chemie an der Philosophischen Fakultät, deren Dekan er in den Studienjahren 1878/79 und 1889/90 war. Im Studienjahr 1892/93 war er Rektor der Universität Innsbruck.
1883 ernannte ihn die Kaiserliche Akademie der Wissenschaften zum korrespondierenden Mitglied. Außerdem war er auswärtiges Mitglied der Deutschen Chemischen Gesellschaft in Berlin. Zu seinen Schülern zählten Franz Schardinger, Josef Zehenter und seine beiden Nachfolger Karl Hopfgartner und Karl Brunner.

## Schriften (Auswahl)
- Karl Senhofer: Über die Sulfoxybenzoesäure. In: Sitzungsberichte der Akademie der Wissenschaften mathematisch-naturwissenschaftliche Klasse. Band 60, Nr. 2, 1869, S. 17–22 (zobodat.at).
- Rudolf Kölle, Ludwig Ritter v. Barth, Karl Senhofer: Analyse der der Pirchabrucker Quellen (Eggenthal bei Bozen). In: Berichte des naturwissenschaftlichen-medizinischen Verein Innsbruck. Band 2, 1871, S. 31–35 (zobodat.at).
- Carl Senhofer, Carl Brunner: Über directe Einführung von Garboxylgruppen in Phenole und aromatische Säuren. In: Sitzungsberichte der Akademie der Wissenschaften mathematisch-naturwissenschaftliche Klasse. Band 81, Nr. 2, 1880, S. 430–435 (zobodat.at).
- C. Senhofer, F. Sarlay: Verhalten von Hydrochinon gegen doppelt kohlensaures Kali. In: Monatshefte für Chemie. Band 2, 1. Dezember 1881, S. 448–457, doi:10.1007/BF01516528.
- Carl Senhofer: Über Naphtalintetrasulfosäure. In: Monatshefte für Chemie. Band 3, 1882, S. 111–117, doi:10.1007/BF01516789.
- Karl Senhofer, Karl Hopfgartner: Analyse des Säuerlings zu Obladis bei Prutz im Oberinnthale. In: Veröffentlichungen des Tiroler Landesmuseums Ferdinandeum. Band 3, Nr. 44, 1890, S. 200–207 (zobodat.at [PDF; 353 kB]).